# Henry Swinburne
Pour les articles homonymes, voir Swinburne.
Henry Swinburne (1743 - 1803) est un écrivain et voyageur anglais.

## Biographie
Il nait dans une famille catholique et est envoyé sur le continent alors qu’il est encore très jeune pour compléter ses études. Il étudie à Paris, à Bordeaux et à l’académie Royale de Turin, en se concentrant sur la littérature et l’art et apprenant ainsi le français et l’italien. Après son mariage, il passe quelques années en Grande-Bretagne, mais, étant donné qu’il bénéficie d’une petite rente, il se met à voyager avec son épouse en Europe à partir de 1774. Après un séjour du couple à Bordeaux pendant un an, sa femme reste avec sa famille à Bayonne tandis qu’à l'automne 1775 Swinburne traverse les Pyrénées pour voyager en Espagne avec son ami catholique Sir Thomas Gascoigne. Les deux hommes parcourent la côte est, l’Andalousie,  la Manche, Madrid, Burgos et Bidasoa. Swinburne publie sur ce voyage ses Travels through Spain in the years 1775 and 1776... (Londres, 1779). L’ouvrage est illustré de nombreuses gravures et passe en revue les principaux monuments. L’auteur s’aide de livres et de manuscrits, ainsi que de R. Waddilove, aumônier de l’ambassade britannique. Jean-Benjamin de Laborde traduit cet ouvrage en français et c'est l’un des livres de voyages en Espagne les plus cités.
Swinburne entreprend ensuite avec sa femme un voyage en France à l'été 1776 puis le couple s'embarque à l'automne à Marseille et arrive à Naples le 28 décembre 1776. Le séjour dans le royaume des Deux-Siciles dure trois ans et demi. À partir de 1779, Swinburne rédige Travels in the Two Sicilies (Londres, 1783-1785), traduit par le même Laborde en 1785. Ayant quitté Naples en mai 1780, les Swinburne remontent l'Italie par Florence et gagnent ensuite l’Autriche (octobre 1780), l’Allemagne et les Pays-Bas autrichiens (actuelle Belgique) avant de retrouver la Grande-Bretagne en juillet 1781. En Europe Swinburne est partout bien reçu, même dans les cours peu amies avec l’Angleterre, du fait de sa condition de catholique et de ses connaissances dans les langues. Il rencontre la reine Marie-Antoinette et fréquente Versailles de 1786 à 1788. Mais le mariage malheureux d’une de ses filles provoque la ruine de toute sa famille. Il négocie à Paris entre 1796 et 1797 un échange de prisonniers qui est un échec total. Il part en 1801 pour la Trinité, où il meurt peu après.

## Œuvres
- Travels through Spain in the years 1775 and 1776 (Londres, P. Elmsly, 1779) (dans la seconde édition en 1787 est ajouté un voyage de Bayonne à Marseille).
- Travels in the Two Sicilies in the years 1777, 1778, 1779 and 1780 (Londres, P. Elmasly, 1783-1785, 2 vol.).